# Вес Стьюді
Вес Стьюді (чер. ᏪᏌ ᏍᏚᏗ, англ. Wes Studi; нар. 17 грудня 1947) — американський кіноактор, представник корінного народу черокі.
Вес Стьюді народився в штаті Оклахома, недалеко від міста Талеква, в сім'ї фермерів індіанського походження Енді та Меґґі Стьюді. Навчався в індіанській сільськогосподарській школі в Північній Оклахомі. До початку навчання Стьюді розмовляв лише на черокі. У 1967 році він був призваний до армії США і 18 місяців прослужив у В'єтнамі, брав участь у бойових діях.
Після демобілізації Стьюді вирішив скористатися наданими ветеранам пільгами і вступив до коледжу в Талсі, де провчився два роки, після чого завершив освіту в університеті.
Його подальша діяльність була пов'язана з кінематографом. Стьюді працював як журналіст, редактор, викладач мови черокі і був активістом Руху північноамериканських індіанців, зокрема брав участь у знаменитому протистоянні у Вундед-Ні в резервації Пайн-Рідж (1973 рік).

## Акторська кар'єра
Перші ролі у театрі та кіно Стьюді виконав після сорока років. Після розлучення він за порадою друга почав займатися в аматорській театральній студії, щоб познайомитися з новими людьми та налагодити особисте життя.
Проте хобі швидко переросло у професію. Третя за рахунком кіноробота Стьюді — вождь пауні у знаменитому фільмі Кевіна Костнера " Танці з вовками " — стала поворотним моментом у його кар'єрі.
Наступний персонаж Стьюді — гурон Магуа (Хитра Лисиця) в "Останньому з могікан " Майкла Манна, один із центральних у картині — заслужив високу оцінку глядачів за багатовимірність образу, що порушила традицію зображення «поганих індіанців» ходульними лиходіями.
У 1993 році він знявся у фільмі "Джеронімо: Американська легенда ", зігравши легендарного ватажка чирікауа-апачів Джеронімо. У 2007 році виконав у фільмі Іва Симоно «Поховайте моє серце у Вундед-Ні» епізодичну драматичну роль Вовоки — шамана з племені пайютів, засновника месіанського руху "Танець Духа ", що поширився в індіанських резерваціях наприкінці XIX століття.

## Фільмографія
| Рік  | Назва                            | Оригінальна назва                 | роль                |
| ---- | -------------------------------- | --------------------------------- | ------------------- |
| 1989 | Дорога на пау-вау                | Powwow Highway                    | Бафф                |
| 1990 | Танці з вовками                  | Dances with Wolves                | Вождь пауні         |
| 1991 | Дорз                             | The Doors                         | Індіанець у пустелі |
| 1992 | Останній з могікан               | The Last of the Mohicans          | Магуа               |
| 1993 | Джеронімо: Американська легенда  | Geronimo: An American Legend      | Джеронімо           |
| 1993 | Розірваний ланцюг                | The Broken Chain                  | Сет                 |
| 1994 | Вуличний боєць                   | Street Fighter                    | Віктор Сагат        |
| 1995 | 500 націй                        | 500 Nations                       |                     |
| 1995 | Сутичка                          | Heat                              | Касалс              |
| 1995 | Вулиці Ларедо                    | Streets of Laredo                 | друг — індіанець    |
| 1996 | Банку смерті                     | The Killing Jar                   | Кемерон             |
| 1997 | Скажений Кінь                    | Crazy Horse                       | Червона Хмара       |
| 1998 | Майстер звуку                    | Soundman                          | Террі Леонард       |
| 1998 | Глибинний підйом                 | Deep Rising                       | Гановер             |
| 1999 | Таємничі люди                    | Mystery Men                       | Сфінкс              |
| 1999 | Змінює контури                   | Skinwalkers (2002 film)           | Джо Ліфорн          |
| 2002 | Суперпожежа                      | Superfire                         | Джо Найттрейл       |
| 2002 | Обговоренню не підлягає          | Undisputed                        | Мінго Пейс          |
| 2005 | На Захід                         | Into the West                     | Чорний Котел        |
| 2005 | Новий Світ                       | The New World                     | Опіканкануг         |
| 2007 | Водоспад Серафима                | Seraphim Falls                    | Шерон               |
| 2007 | Поховайте моє серце у Вундед-Ні  | Bury My Heart at Wounded Knee     | Вовка               |
| 2008 | Місяць команчів                  | Comanche Moon                     | Горб Бізона         |
| 2009 | Аватар                           | Avatar                            | Ейтукан             |
| 2009 | Королі                           | Kings                             | генерал Лінус Абнер |
| 2009 | Єдиний гарний індіанець          | The Only Good Indian              | Сем Франклін        |
| 2011 | Пекло на колесах                 | Hell on Wheels                    | вождь Багато Коней  |
| 2012 | Бути Флінном                     | Being Flynn                       | Капітан             |
| 2014 | Мільйон способів втратити голову | A Million Ways to Die in the West |                     |
| 2017 | Вороги                           | Hostiles                          | Жовтий Яструб       |
| 2022 | Пісня кохання                    | A Love Song                       |                     |